# Iwan Szabanow
Iwan Michajłowicz Szabanow (ros. Иван Михайлович Шабанов, ur. 18 października 1939 we wsi Niżniaja Bajgora w obwodzie woroneskim) – radziecki i rosyjski polityk, gubernator obwodu woroneskiego (1996-2000).

## Życiorys
Początkowo pracował w kołchozie, 1955-1959 uczył się w technikum, 1959-1964 studiował w Woroneskim Instytucie Rolniczym, później był nauczycielem w technikum rolniczym i funkcjonariuszem Komsomołu. Od 1966 w KPZR, sekretarz komitetu Komsomołu Woroneskiego Instytutu Rolniczego, 1967-1968 kierownik Wydziału Młodzieży Studenckiej Komitetu Obwodowego Komsomołu w Woroneżu, 1968-1970 kierownik Wydziału Organizacji Komsomolskich Komitetu Obwodowego Komsomołu w Woroneżu. 1970-1973 instruktor Wydziału Pracy Organizacyjno-Partyjnej Komitetu Obwodowego KPZR w Woroneżu, 1976 ukończył Akademię Nauk Społecznych przy KC KPZR, kandydat nauk historycznych, 1976-1977 II sekretarz, a 1977-1979 I sekretarz rejonowego komitetu KPZR. 1979-1982 kierownik Wydziału Propagandy i Agitacji Komitetu Obwodowego KPZR w Woroneżu, 1982-1988 I zastępca przewodniczącego Komitetu Wykonawczego Woroneskiej Obwodowej Rady Deputatów Ludowych, 1988-1990 zastępca przewodniczącego Komitetu Wykonawczego Woroneskiej Obwodowej Rady Deputatów Ludowych, 1990 wybrany deputowanym Woroneskiej Rady Obwodowej. Od czerwca 1990 do sierpnia 1991 I sekretarz Komitetu Obwodowego KPZR w Woroneżu, 1990-1991 członek KC KPZR, 1991-1992 prorektor Woroneskiego Instytutu Rolniczego, od czerwca 1992 do października 1993 przewodniczący Woroneskiej Rady Obwodowej. Od czerwca 1992 do stycznia 1994 przewodniczący Woroneskiej Obwodowej Rady Deputatów Ludowych, w marcu 1993 wybrany deputowanym, a w kwietniu 1994 przewodniczącym Woroneskiej Dumy Obwodowej. W grudniu 1996 przy poparciu Narodowo-Patriotycznego Związku Rosji i KPFR został gubernatorem obwodu woroneskiego, w grudniu 2000 przeszedł na emeryturę.

## Odznaczenia
- Order „Za zasługi dla Ojczyzny” IV klasy
- Order Przyjaźni Narodów
- Medal 100-lecia urodzin Lenina
- Medal jubileuszowy „Dwudziestolecia zwycięstwa w Wielkiej Wojnie Ojczyźnianej 1941–1945”